# ته جین آه
جو بانگ هون (کره‌ای: 조방헌؛ زادهٔ ۱۶ فوریه ۱۹۵۳) که بیشتر با نام هنری ته جین آه (کره‌ای: 태진아) شناخته می‌شود، خواننده اهل کره جنوبی است. او در سال ۱۹۷۳ با انتشار ترانه «My Heart Express Train» فعالیتش را آغاز کرد و کمی پس از آن با ترانه «Memory of a Blue Hill» به شهرت رسید. از سال ۲۰۰۲، او میزبان برنامه رادیویی در کی‌بی‌اس رادیو ۲ به نام ته جین آه شو شو شو است.